# Roquetaillade-et-Conilhac
Roquetaillade-et-Conilhac ist eine französische Gemeinde mit 269 Einwohnern (Stand 1. Januar 2022) im Département Aude in der Region Okzitanien. Sie gehört zum Kanton La Haute-Vallée de l’Aude und zum Arrondissement Limoux.
Sie entstand als Commune nouvelle mit Wirkung vom 1. Januar 2019 durch die Zusammenlegung der bisherigen Gemeinden Conilhac-de-la-Montagne und Roquetaillade, die in der neuen Gemeinde den Status einer Commune déléguée haben. Der Verwaltungssitz befindet sich im Ort Roquetaillade.
Nachbargemeinden sind Tourreilles im Nordwesten, Magrie im Norden, Alet-les-Bains im Osten, Antugnac im Süden, La Serpent im Südwesten und Bouriège im Westen. Das Gemeindegebiet wird vom Flüsschen Corneilla durchquert.

## Sehenswürdigkeiten

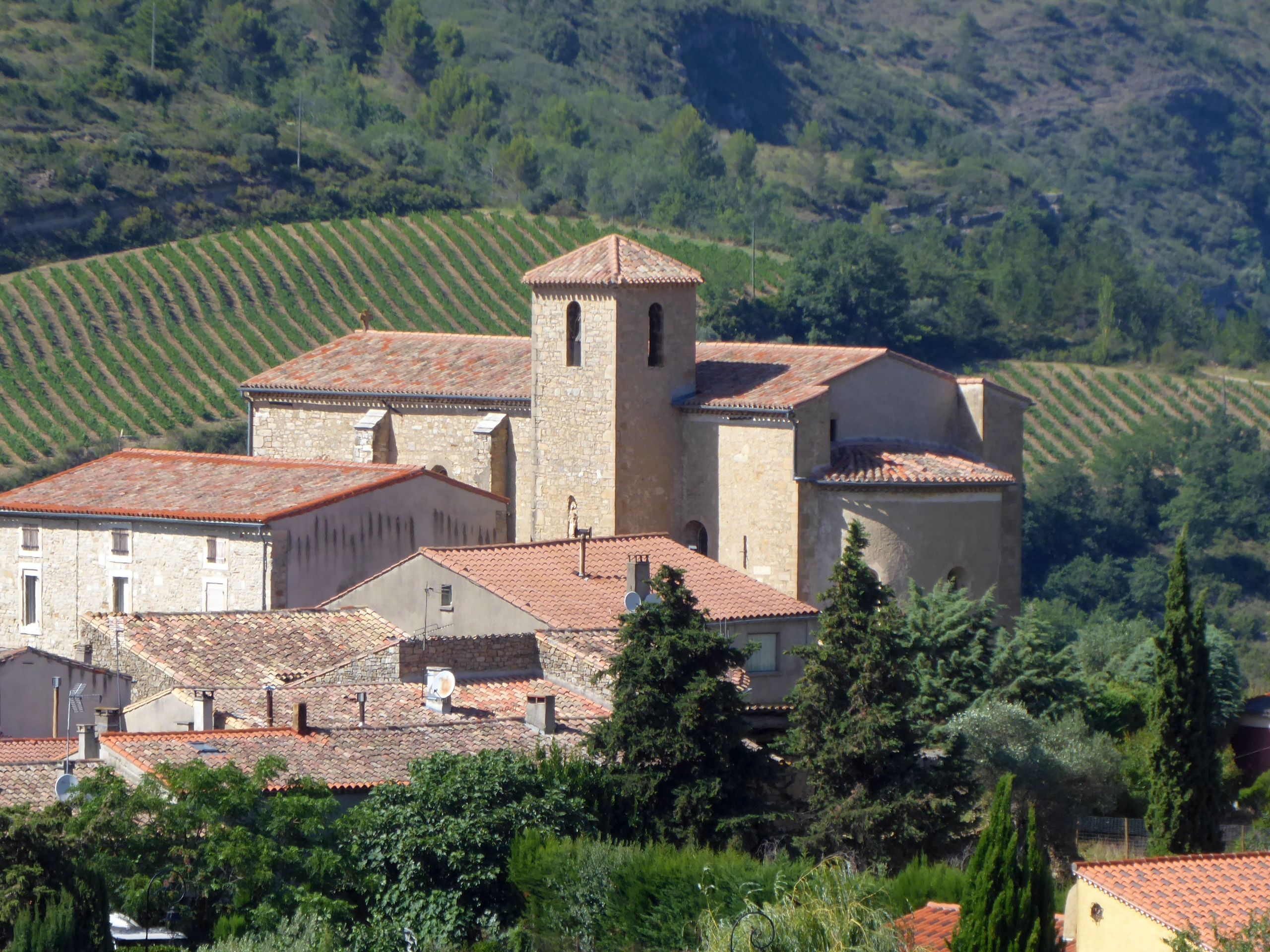
Kirche Saint-Étienne im Ortsteil Roquetaillade

## Gliederung
| Ortsteil                          | ehemaliger INSEE-Code | Fläche (km²) | Einwohnerzahl zum 1. Januar 2022 |
| --------------------------------- | --------------------- | ------------ | -------------------------------- |
| Conilhac-de-la-Montagne           | 11097                 | 04,45        | 067                              |
| Roquetaillade (Verwaltungssitz)00 | 11323                 | 11,35        | 202                              |